# Rally di Cipro 2000
Il Rally di Cipro 2000, ufficialmente denominato 28th Cyprus Rally, è stata la decima prova del campionato del mondo rally 2000 nonché la ventottesima edizione del Rally di Cipro e la prima con valenza mondiale. La manifestazione si è svolta dall'8 al 10 settembre sui tortuosi e ruvidi sterrati che attraversano le zone montuose dell'isola mediterranea attorno alla città di Limassol, dove ebbe sede il parco assistenza per i concorrenti.
L'evento è stato vinto dallo spagnolo Carlos Sainz, navigato dal connazionale Luis Moya, al volante di una Ford Focus WRC 00 della squadra ufficiale Ford Martini, davanti alla coppia britannica formata da Colin McRae e Nicky Grist, compagni di squadra dei vincitori, e all'equipaggio francese composto da François Delecour e Daniel Grataloup, alla guida di una Peugeot 206 WRC del team Peugeot Esso.
L'uruguaiano Gustavo Trelles e l'argentino Jorge del Buono, su Mitsubishi Lancer Evo VI, hanno invece conquistato la vittoria nella categoria PWRC, mentre il giapponese Toshihiro Arai e il britannico Roger Freeman si sono aggiudicati la classifica della Coppa FIA Squadre alla guida di una Subaru Impreza WRC99 della scuderia Spike Subaru Team.

## Dati della prova
| Denominazione ufficiale             | Cyprus Rally |
| Edizione N°                         | 28 |
| Tappa N°                            | 10 di 14 |
| Data manifestazione                 | da venerdì 08/09/2000 a domenica 10/09/2000                                                                                      |
| Sede ospitante                      | Limassol (distretto di Limassol)                                                                                                 |
| Sede parco assistenza               | Prima frazione: Troodos. Seconda frazione: Limassol (distretto di Limassol); Pafo (distretto di Pafo). Terza frazione: Limassol. |
| Superficie                          | Terra |
| Iscritti                            | 57 |
| Partiti                             | 51 |
| Arrivati                            | 27 (52,9%) |
| Prove speciali                      | 23 |
| Prova più breve                     | 6,22 km (PS1 e PS11: Alassa) |
| Prova più lunga                     | 31,87 km (PS5 e PS14: Mylikouri)                                                                                                 |
| Prova più lenta                     | velocità media di 52,98 km/h (PS5: Mylikouri 1)                                                                                  |
| Prova più veloce                    | velocità media di 100,90 km/h (PS15: Prastio 3)                                                                                  |
| Lunghezza prove speciali            | 348,41 km (28,4% della distanza totale)                                                                                          |
| Lunghezza complessiva trasferimenti | 879,38 km |
| Distanza totale                     | 1227,79 km |

## Itinerario
| Frazione 1 (8 set)  | PS1    | 08:33  | Alassa 1                       | 6,22 km  | 145,16 km |  |  |
| Frazione 1 (8 set)  | PS2    | 09:06  | Prastio 1                      | 11,06 km | 145,16 km |  |  |
| Frazione 1 (8 set)  | PS3    | 09:49  | Agios Nikolaos 1               | 11,30 km | 145,16 km |  |  |
| Frazione 1 (8 set)  | PS4    | 10:22  | Platres 1                      | 11,99 km | 145,16 km |  |  |
| Frazione 1 (8 set)  |        | 11:09  | Assistenza – Troodos (20 min)  | –        | 145,16 km |  |  |
| Frazione 1 (8 set)  | PS5    | 12:17  | Mylikouri 1                    | 31,87 km | 145,16 km |  |  |
| Frazione 1 (8 set)  | PS6    | 13:10  | Panagia 1                      | 19,52 km | 145,16 km |  |  |
| Frazione 1 (8 set)  |        | 14:25  | Assistenza – Troodos (20 min)  | –        | 145,16 km |  |  |
| Frazione 1 (8 set)  | PS7    | 15:08  | Kourdali                       | 14,92 km | 145,16 km |  |  |
| Frazione 1 (8 set)  | PS8    | 15:39  | Assinou                        | 25,39 km | 145,16 km |  |  |
| Frazione 1 (8 set)  | PS9    | 16:57  | Xerarkaka                      | 12,89 km | 145,16 km |  |  |
| Frazione 1 (8 set)  |        | 17:47  | Assistenza – Troodos (45 min)  | –        | 145,16 km |  |  |
|                     |        |        |                                |          |           |  |  |
| Frazione 2 (9 set)  |        | 08:03  | Assistenza – Limassol (10 min) | –        | 114,50 km |  |  |
| Frazione 2 (9 set)  | PS10   | 09:01  | Platres - Saittas              | 11,48 km | 114,50 km |  |  |
| Frazione 2 (9 set)  | PS11   | 09:39  | Alassa 2                       | 6,22 km  | 114,50 km |  |  |
| Frazione 2 (9 set)  | PS12   | 10:12  | Prastio 2                      | 11,06 km | 114,50 km |  |  |
| Frazione 2 (9 set)  |        | 11:27  | Assistenza – Pafo (20 min)     | –        | 114,50 km |  |  |
| Frazione 2 (9 set)  | PS13   | 13:10  | Panagia 2                      | 19,52 km | 114,50 km |  |  |
| Frazione 2 (9 set)  | PS14   | 13:55  | Mylikouri 2                    | 31,87 km | 114,50 km |  |  |
| Frazione 2 (9 set)  |        | 15:30  | Assistenza – Pafo (20 min)     |          | 114,50 km |  |  |
| Frazione 2 (9 set)  | PS15   | 16:48  | Prastio 3                      | 11,06 km | 114,50 km |  |  |
| Frazione 2 (9 set)  | PS16   | 17:31  | Agios Nikolaos 2               | 11,30 km | 114,50 km |  |  |
| Frazione 2 (9 set)  | PS17   | 18:04  | Platres 2                      | 11,99 km | 114,50 km |  |  |
| Frazione 2 (9 set)  |        | 19:14  | Assistenza – Limassol (45 min) | –        | 114,50 km |  |  |
|                     |        |        |                                |          |           |  |  |
| Frazione 3 (10 set) |        | 08:03  | Assistenza – Limassol (10 min) | –        | 88,75 km  |  |  |
| Frazione 3 (10 set) | PS18   | 09:21  | Vavatsinia 1                   | 19,11 km | 88,75 km  |  |  |
| Frazione 3 (10 set) | PS19   | 10:04  | Agios Onoufrios                | 18,10 km | 88,75 km  |  |  |
| Frazione 3 (10 set) | PS20   | 10:52  | Lageia 1                       | 9,62 km  | 88,75 km  |  |  |
| Frazione 3 (10 set) |        | 11:47  | Assistenza – Limassol (20 min) | –        | 88,75 km  |  |  |
| Frazione 3 (10 set) | PS21   | 13:47  | Vavatsinia 2                   | 19,11 km | 88,75 km  |  |  |
| Frazione 3 (10 set) | PS22   | 14:35  | Macheras                       | 13,19 km | 88,75 km  |  |  |
| Frazione 3 (10 set) | PS23   | 10:52  | Lageia 2                       | 9,62 km  | 88,75 km  |  |  |
| Frazione 3 (10 set) |        | 16:18  | Assistenza – Limassol (20 min) | –        | 88,75 km  |  |  |
| Totale              | Totale | Totale | Totale                         | Totale   | 348,41 km |  |  |

## Risultati

### Classifica
| Pos.                                        | Nº       | Pilota            | Co-pilota          | Auto                         | Squadra                      | Classe    | Tempo      | Distacco | Punti    |
| Generale                                    | Generale | Generale          | Generale           | Generale                     | Generale                     | Generale  | Generale   | Generale | Generale |
| ------------------------------------------- | -------- | ----------------- | ------------------ | ---------------------------- | ---------------------------- | --------- | ---------- | -------- | -------- |
| 1.                                          | 6        | Carlos Sainz      | Luis Moya          | Ford Focus WRC 00            | Ford Martini                 | WRC       | 5h26'04"9  | –        | 10       |
| 2.                                          | 5        | Colin McRae       | Nicky Grist        | Ford Focus WRC 00            | Ford Martini                 | WRC       | 5h26'42"2  | +37"3    | 6        |
| 3.                                          | 9        | François Delecour | Daniel Grataloup   | Peugeot 206 WRC (2000)       | Peugeot Esso                 | WRC       | 5h27'35"7  | +1'30"8  | 4        |
| 4.                                          | 3        | Richard Burns     | Robert Reid        | Subaru Impreza WRC2000       | Subaru World Rally Team      | WRC       | 5h28'09"0  | +2'04"1  | 3        |
| 5.                                          | 1        | Tommi Mäkinen     | Risto Mannisenmäki | Mitsubishi Lancer Evo VI     | Marlboro Mitsubishi Ralliart | WRC       | 5h29'03"1  | +2'58"2  | 2        |
| 6.                                          | 17       | Markko Märtin     | Michael Park       | Toyota Corolla WRC           | Lukoil EOS Rally Team        | WRC       | 5h29'50"3  | +3'45"4  | 1        |
| 7.                                          | 4        | Juha Kankkunen    | Juha Repo          | Subaru Impreza WRC2000       | Subaru World Rally Team      | WRC       | 5h33'06"6  | +7'01"7  | -        |
| 8.                                          | 2        | Freddy Loix       | Sven Smeets        | Mitsubishi Carisma GT Evo VI | Marlboro Mitsubishi Ralliart | WRC       | 5h34'10"6  | +8'05"7  | -        |
| 9.                                          | 18       | Toshihiro Arai    | Roger Freeman      | Subaru Impreza WRC99         | Spike Subaru Team            | WRC / TC  | 5h35'20"8  | +9'15"9  | -        |
| 10.                                         | 22       | Simon Jean-Joseph | Jack Boyere        | Subaru Impreza WRC98         | -                            | WRC       | 5h48'21"0  | +22'16"1 | -        |
| Campionato del mondo per vetture Produzione |          |                   |                    |                              |                              |           |            |          |          |
| 1. (11.)                                    | 25       | Gustavo Trelles   | Jorge del Buono    | Mitsubishi Carisma GT Evo VI | -                            | N4 / PWRC | 5h48'45"6  | –        | 10       |
| 2. (12.)                                    | 28       | Gabriel Pozzo     | Fabian Cretu       | Mitsubishi Lancer Evo VI     | -                            | N4 / PWRC | 5h50'26"0  | +1'40"4  | 6        |
| 3. (13.)                                    | 27       | Claudio Menzi     | Edgardo Galindo    | Mitsubishi Lancer Evo VI     | -                            | N4 / PWRC | 5h51'31"4  | +2'45"8  | 4        |
| 4. (15.)                                    | 24       | Manfred Stohl     | Peter Müller       | Mitsubishi Lancer Evo VI     | -                            | N4 / PWRC | 5h58'26"3  | +9'40"7  | 3        |
| 5. (16.)                                    | 31       | Andreas Peratikos | Harris Episkopou   | Mitsubishi Lancer Evo III    | -                            | N4 / PWRC | 6h07'02"3  | +18'16"7 | 2        |
| 6. (18.)                                    | 44       | Bob Colsoul       | Tom Colsoul        | Mitsubishi Lancer Evo V      | -                            | N4 / PWRC | 6h'15'04"4 | +26'18"8 | 1        |
| Coppa FIA squadre                           |          |                   |                    |                              |                              |           |            |          |          |
| 1. (9.)                                     | 18       | Toshihiro Arai    | Roger Freeman      | Subaru Impreza WRC99         | Spike Subaru Team            | WRC / TC  | 5h35'20"8  | –        | 10       |

| Principali ritiri | Principali ritiri | Principali ritiri   | Principali ritiri | Principali ritiri      | Principali ritiri      | Principali ritiri | Principali ritiri | Principali ritiri |
| PS                | Nº                | Pilota              | Co-pilota         | Auto                   | Squadra                | Classe            | Causa             | Pos.              |
| ----------------- | ----------------- | ------------------- | ----------------- | ---------------------- | ---------------------- | ----------------- | ----------------- | ----------------- |
| PS 2              | 11                | Armin Schwarz       | Manfred Hiemer    | Škoda Octavia WRC Evo2 | Škoda Motorsport       | WRC               | Incidente         | 8º                |
| PS 5              | 12                | Luis Climent        | Álex Romaní       | Škoda Octavia WRC Evo2 | Škoda Motorsport       | WRC               | Perdita d'olio    | 14º               |
| PS 6              | 10                | Marcus Grönholm     | Timo Rautiainen   | Peugeot 206 WRC (2000) | Peugeot Esso           | WRC               | Motore            | 4º                |
| PS 7              | 7                 | Didier Auriol       | Denis Giraudet    | SEAT Córdoba WRC Evo3  | SEAT Sport             | WRC               | Rottura meccanica | 28º               |
| PS 9              | 18                | Krzysztof Hołowczyc | Jean-Marc Fortin  | Subaru Impreza WRC99   | Wizja TV Turning Point | WRC / TC          | Rottura meccanica | 11º               |
| PS 14             | 8                 | Toni Gardemeister   | Paavo Lukander    | SEAT Córdoba WRC Evo3  | SEAT Sport             | WRC               | Incidente         | 7º                |

Legenda
| Icona | Classe                                                                                  |
| ----- | --------------------------------------------------------------------------------------- |
| WRC   | Equipaggio che può conquistare punti per il campionato costruttori WRC                  |
| WRC   | Equipaggio di classe A8 che non può conquistare punti per il campionato costruttori WRC |
| PWRC  | Equipaggio registrato al campionato PWRC                                                |
| TC    | Equipaggio registrato alla Coppa FIA squadre                                            |
|       | Ulteriori classificazioni                                                               |

### Prove speciali
| Frazione            | Prova | Ora   | Nome              | Lunghezza | Vincitori                        | Tempo   | Leader del rally       |
| ------------------- | ----- | ----- | ----------------- | --------- | -------------------------------- | ------- | ---------------------- |
| Frazione 1 (8 Set)  | PS1   | 08:33 | Alassa 1          | 6,22 km   | Carlos Sainz Luis Moya           | 4'34"7  | Carlos Sainz Luis Moya |
| Frazione 1 (8 Set)  | PS2   | 09:06 | Prastio 1         | 11,06 km  | Richard Burns Robert Reid        | 6'40"0  | Carlos Sainz Luis Moya |
| Frazione 1 (8 Set)  | PS3   | 09:49 | Agios Nikolaos 1  | 11,30 km  | Carlos Sainz Luis Moya           | 10'04"0 | Carlos Sainz Luis Moya |
| Frazione 1 (8 Set)  | PS4   | 10:22 | Platres 1         | 11,99 km  | Carlos Sainz Luis Moya           | 9'54"0  | Carlos Sainz Luis Moya |
| Frazione 1 (8 Set)  | PS5   | 12:17 | Mylikouri 1       | 31,87 km  | Richard Burns Robert Reid        | 36'05"6 | Carlos Sainz Luis Moya |
| Frazione 1 (8 Set)  | PS6   | 13:10 | Panagia 1         | 19,52 km  | Carlos Sainz Luis Moya           | 17'33"8 | Carlos Sainz Luis Moya |
| Frazione 1 (8 Set)  | PS7   | 15:08 | Kourdali          | 14,92 km  | Carlos Sainz Luis Moya           | 16'28"9 | Carlos Sainz Luis Moya |
| Frazione 1 (8 Set)  | PS8   | 15:39 | Assinou           | 25,39 km  | Carlos Sainz Luis Moya           | 27'30"8 | Carlos Sainz Luis Moya |
| Frazione 1 (8 Set)  | PS9   | 16:57 | Xerarkaka         | 12,89 km  | Carlos Sainz Luis Moya           | 14'33"8 | Carlos Sainz Luis Moya |
|                     |       |       |                   |           |                                  |         | Carlos Sainz Luis Moya |
| Frazione 2 (9 Set)  | PS10  | 09:01 | Platres - Saittas | 11,48 km  | Freddy Loix Sven Smeets          | 9'46"4  | Carlos Sainz Luis Moya |
| Frazione 2 (9 Set)  | PS11  | 09:39 | Alassa 2          | 6,22 km   | Tommi Mäkinen Risto Mannisenmäki | 4'35"0  | Carlos Sainz Luis Moya |
| Frazione 2 (9 Set)  | PS12  | 10:12 | Prastio 2         | 11,06 km  | Juha Kankkunen Juha Repo         | 6'36"8  | Carlos Sainz Luis Moya |
| Frazione 2 (9 Set)  | PS13  | 13:10 | Panagia 2         | 19,52 km  | Freddy Loix Sven Smeets          | 17'10"9 | Carlos Sainz Luis Moya |
| Frazione 2 (9 Set)  | PS14  | 13:55 | Mylikouri 2       | 31,87 km  | Colin McRae Nicky Grist          | 35'52"1 | Carlos Sainz Luis Moya |
| Frazione 2 (9 Set)  | PS15  | 16:48 | Prastio 3         | 11,06 km  | Richard Burns Robert Reid        | 6'34"6  | Carlos Sainz Luis Moya |
| Frazione 2 (9 Set)  | PS16  | 17:31 | Agios Nikolaos 2  | 11,30 km  | Tommi Mäkinen Risto Mannisenmäki | 9'57"8  | Carlos Sainz Luis Moya |
| Frazione 2 (9 Set)  | PS17  | 18:04 | Platres 2         | 11,99 km  | Carlos Sainz Luis Moya           | 9'45"5  | Carlos Sainz Luis Moya |
|                     |       |       |                   |           |                                  |         | Carlos Sainz Luis Moya |
| Frazione 3 (10 Set) | PS18  | 09:21 | Vavatsinia 1      | 19,11 km  | Tommi Mäkinen Risto Mannisenmäki | 17'05"7 | Carlos Sainz Luis Moya |
| Frazione 3 (10 Set) | PS19  | 10:04 | Agios Onoufrios   | 18,10 km  | Richard Burns Robert Reid        | 16'26"1 | Carlos Sainz Luis Moya |
| Frazione 3 (10 Set) | PS20  | 10:52 | Lageia 1          | 9,62 km   | Richard Burns Robert Reid        | 8'38"6  | Carlos Sainz Luis Moya |
| Frazione 3 (10 Set) | PS21  | 13:47 | Vavatsinia 2      | 19,11 km  | Tommi Mäkinen Risto Mannisenmäki | 16'58"3 | Carlos Sainz Luis Moya |
| Frazione 3 (10 Set) | PS22  | 14:35 | Macheras          | 13,19 km  | Richard Burns Robert Reid        | 11'40"0 | Carlos Sainz Luis Moya |
| Frazione 3 (10 Set) | PS23  | 15:18 | Lageia 2          | 9,62 km   | Richard Burns Robert Reid        | 8'35"8  | Carlos Sainz Luis Moya |

## Classifiche mondiali
Classifica piloti
| Pos. | Pos. | Pilota             | Punti |
| ---- | ---- | ------------------ | ----- |
| 1    |      | Marcus Grönholm    | 44    |
| 2    | 1    | Colin McRae        | 42    |
| 3    | 1    | Richard Burns      | 41    |
| 4    |      | Carlos Sainz       | 37    |
| 5    |      | Tommi Mäkinen      | 28    |
| 6    |      | Juha Kankkunen     | 18    |
| 7    |      | Harri Rovanperä    | 7     |
| 8    | 6    | François Delecour  | 7     |
| 9    | 1    | Petter Solberg     | 6     |
| 10   | 1    | Didier Auriol      | 4     |
| 11   | 1    | Toshihiro Arai     | 4     |
| 12   | 1    | Freddy Loix        | 4     |
| 13   | 1    | Toni Gardemeister  | 3     |
| 14   | 1    | Thomas Rådström    | 3     |
| 15   |      | Armin Schwarz      | 2     |
| 16   |      | Kenneth Eriksson   | 2     |
| 17   |      | Bruno Thiry        | 2     |
| 17   |      | Sebastian Lindholm | 2     |
| 19   | N    | Markko Märtin      | 1     |
| 20   | 1    | Abdullah Bakhashab | 1     |
| 21   | 1    | Gilles Panizzi     | 1     |
| 21   | 1    | Possum Bourne      | 1     |

Classifica costruttori WRC
| Pos. | Pos. | Squadra                          | Punti |
| ---- | ---- | -------------------------------- | ----- |
| 1    |      | Ford Martini                     | 79    |
| 2    |      | Subaru World Rally Team          | 64    |
| 3    |      | Peugeot Esso                     | 58    |
| 4    |      | Marlboro Mitsubishi Ralliart     | 35    |
| 5    |      | Škoda World Rally Team           | 8     |
| 6    |      | SEAT Sport                       | 7     |
| 7    |      | Hyundai Castrol World Rally Team | 5     |